# Helene von Götzendorff-Grabowski
Helene von Götzendorff-Grabowski, verheiratet Helene Freifrau von Maderny (* 19. April 1860 in Schlesien; † 27. Mai 1908 in Venedig), war eine deutsche Schriftstellerin.

## Leben
Helene von Götzendorff-Grabowski begann bereits als Kind, Stimmungsbilder, Gedichte und Novelletten zu schreiben. Ihre Jugend verbrachte sie in der Provinz Posen. Als ihr Vater, ein höherer preußischer Offizier, 1877 in Pension ging, zog die Familie nach Wiesbaden. Dort heiratete Helene von Götzendorff-Grabowski 1887 den Freiherrn Adrian von Maderny, einen ehemaligen bayerischen Offizier. Mit ihm lebte sie in Wien (ab 1898) und danach in Berlin. Ihr Mann litt unter einer Verwundung, die er sich bei Sedan zugezogen hatte und nahm sich am 26. Mai 1908 bei einem Venedig-Aufenthalt mit Gift das Leben. Am Folgetag beging Helene von Maderny ebenfalls Suizid. Beide wurden auf dem Friedhof San Michele in Venedig begraben.
Helene von Götzendorff-Grabowski veröffentlichte unter ihrem Geburtsnamen Erzählungen, Novellen, Gedichte und Romane – zunächst in verschiedenen Zeitschriften, später zusammengefasst in Büchern. Die Nordische Rundschau kommentierte so auch 1886 das Erscheinen ihrer ersten Sammlungen Schmetterlinge und Heitere Geschichten damit, dass Götzendorff-Grabowski „dem deutschen Lesepublicum schon seit längerer Zeit keine Fremde mehr“ sei, da viele ihrer Werke zuvor im „Feuilleton der gelesensten Zeitungen bereits im Druck erschienen“ seien, so dass man beim Lesen der beiden Bücher „einer Reihe guter alter Bekannter“ begegne. In ihnen zeige sich ein „hübsches, frisches Darstellungstalent, welches sowohl dem Ernst des Lebens, wie seinen heiteren Seiten gerecht wird“. Mehrfach wählte Götzendorff-Grabowski romantische Stoffe für ihre Werke, so auch in ihrem zuletzt erschienenen Roman Der Märchenprinz (1908).
Neben ihrer Arbeit als Schriftstellerin fertigte sie außerdem Übersetzungen aus dem Englischen, Französischen und Italienischen an und arbeitete als Feuilletonistin und Kritikerin.

## Werke (Auswahl)
- Schmetterlinge. Novelletten und Stimmungsbilder. 2. Auflage, Bechtold & Co., Wiesbaden 1890 (1. Auflage 1886).
- Heitere Geschichten. 2. Auflage, Bechtold & Co., Wiesbaden 1890 (1. Auflage 1886).
- Ernst und Scherz fürs Mädchenherz! : Novellen und Skizzen für das reifere Mädchenalter. Bardtenschlager,  Reutlingen 1888.
- Geschichten in Cœur. Ecksteins Nachfolger, Berlin 1890.
- Die Kamerunerin. Romantische Geschichte. Schuhmann, Leipzig 1897 (zuvor bereits als Fortsetzungsgeschichte erschienen in Die Gartenlaube.  Ab Heft 30, 1891).
- Verschlungene Fäden. (= Roman-Gallerie für Salon und Reise. Band 32) Schuhmann, Leipzig 1897.
- Vom Karneval des Lebens. (= Roman-Gallerie für Salon und Reise. Band 41) Schuhmann, Leipzig 1897.
- Kinder des Lichts. Novellen und Skizzen. (= Roman-Gallerie für Salon und Reise. Band 49) Schuhmann, Leipzig 1897.
- Laterna magica. Allerlei bunte Lebensbilder. Lützenkirchen & Bräcking, Wiesbaden 1897.
- Bedenkliche Geschichten Novellen und Skizzen. Schmidt, Berlin 1899.
- Märtyrer der Liebe. Novellen. Schmidt, Berlin 1899.
- Der tolle Mielke. Eine wahre Geschichte. Schmidt, Berlin 1899.
- Gegenüber : eine stille Geschichte. (= Gabelsberger-Bibliothek. Serie H, 75.) Hecknersche Druckerei, Wolfenbüttel 1905.
- Der Märchenprinz. Roman aus der Gesellschaft (= Kürschners Bücherschatz. Nr. 630), Hermann Hillger Verlag, Berlin 1908 (dnb, mit Porträt der Autorin).